# Långsjön (Åland)
Långsjön (Zweeds voor 'lang meer') is het grootste zoetwatermeer van Åland. Het is centraal gelegen op het hoofdeiland, in de gemeente Finström. Het meer is in de 19e eeuw ontstaan doordat een deel van een zeearm van de zee werd afgesneden door de postglaciale opheffing. In 1972 werd de laatste verbinding met de zee afgedamd om te voorkomen dat er brak water binnen zou stromen.
Het meer is, samen met Markusböle fjärden die erin uitmondt, omgeven door bos en boerenland. Deze meren zijn visrijk en er leeft een grote kolonie rivierkreeften. De meren samen vormen de bron van het merendeel van het drinkwater op het hoofdeiland: jaarlijks leveren ze ongeveer 2 miljoen m³ drinkwater, voor ongeveer 75% van de totale Ålandse bevolking. Het wordt naar de watertorens van Godby en Mariehamn gepompt, en van daaruit gedistribueerd. Om die reden mag er op het meer niet gevaren worden met motoren die lopen op fossiele brandstof. Met fluisterboten mag er wel gevaren worden.